# Haplochromis sp. 'frogmouth'
Haplochromis sp. nov. 'frogmouth' là một loài cá thuộc họ Cichlidae. Nó được tìm thấy ở Kenya và Uganda.